# Территориальная полиция
Территориальная полиция — тип правоохранительных органов, чья область ответственности определяется субнациональными границами, и этим она отличается от других правоохранительных органов, область ответственности которых касается всей страны или ограниченного круга преступлений.
Термин «территориальная полиция» существенно различается в точном значении в зависимости от страны, к которой она относится. В некоторых странах, организованных по принципу федерации, такая территориальная полиция обычно называется «полицией штата» или «провинциальной полицией».

## Канада
Королевская канадская конная полиция (КККП) действует в качестве территориальной полиции в Канадских территориях Нунавут, Юкон и Северо-Западные территории, в дополнение к имеющимся там федеральным полицейским силам. КККП также обеспечивает местную полицейскую деятельность во всех провинциях, кроме провинций Ньюфаундленд и Лабрадор, Онтарио и Квебек.

## Испанская Сахара
Полиция, обслуживающая испанское колониальное правительство в Испанской Сахаре был жандармерия, организованная как территориальная полиция. Эта жандармерия соответствовала Гражданской гвардии в Испании. Ею командовал испанский офицер и она включала испанский персонал на всех уровнях и рангах.